# 24103 Dethury
A 24103 Dethury (ideiglenes jelöléssel 1999 VS9) a Naprendszer kisbolygóövében található aszteroida. Charles W. Juels fedezte fel 1999. november 9-én.